# Federazione di rugby a 15 della Slovacchia
La Federazione Rugby XV della Slovacchia (in slovacco: Slovenská ragbyová únia) è l'organo che governa il rugby a 15 in Slovacchia.